# Юджін Браунвальд
Юджін Браунвальд (англ. Eugene Braunwald) — видатний американський кардіолог, народився 15 серпня 1929 в єврейській сім'ї Вільгельма Браунвальда і Клер Волла у Відні.
Браунвальд захопився кардіологією будучи студентом-медиком в Нью-Йоркському університеті. Він також відвідав декілька курсів кардіології в Мехіко, в Інституті Ігнасіо Чавес. Браунвальд завжди вважав, що мексиканська школа кардіології найкраща. «У нас є технології, але у них є практика. Найкращою книгою кардіології є сам пацієнт» завжди говорив Браунвальд.
Доктор Браунвальд має понад 1000 публікацій в рецензованих журналах. Його роботи значно розширили знання про застійну серцеву недостатність, ішемічну хворобу серця і захворювання клапанів серця. Він є редактором підручника «Хвороби серця», який зараз[коли?] знаходиться в 9-му виданні. Доктор Браунвальд зіграв важливу роль в проведенні TIMI (Thrombolysis in Myocardial Infaraction) дослідження.
У 1966 році він був нагороджений Медальйон Якобі горі Синай випускників (Mount Sinai Hospital) «за видатні досягнення в області медицини або позачергове обслуговування в лікарні, школі або випускників.»
У 2004 році доктор Браунвальд став переможцем Лібін/AHFMR премії за видатні досягнення у серцево-судинних дослідженнях.
У 2009 році відвідав Київ, де взяв участь у X конгресі українських кардіологів.